# Мандалор
Мандалор — вигадана планета мандалорського народу, розташована у Зовнішньому краю у однойменному секторі та системі. Проживає народ під назвою «Мандалорці».